# Venom: Let There Be Carnage
Venom: Let There Be Carnage ist ein US-amerikanischer Science-Fiction-Actionfilm von Regisseur Andy Serkis, der am 1. Oktober 2021 in die US-amerikanischen und am 21. Oktober 2021 in die deutschen Kinos kam. Es handelt sich um eine Fortsetzung zu Venom (2018) und den zweiten Film aus Sony’s Spider-Man Universe. Die titelgebende Hauptrolle übernahm erneut Tom Hardy.

## Handlung
1996 sieht der junge Cletus Kasady hilflos zu, wie seine große Liebe Frances Barrison aus dem St. Estes-Heim für ungewollte Kinder in die Ravencroft-Anstalt gebracht wird. Auf dem Weg dorthin greift sie den jungen Polizisten Patrick Mulligan mit Hilfe ihrer Fähigkeit, durch ihre Stimme hochfrequente Schallstöße zu erzeugen, an. Durch ihren Schrei erleidet er eine Verletzung an seinem Ohr, schafft es aber, auf sie zu schießen. Mulligan glaubt, sie getötet zu haben, doch in Wahrheit wird Frances in die Einrichtung gebracht, wo sie sicher eingesperrt wird.
In der Gegenwart kontaktiert Mulligan Eddie Brock, um mit Kasady, der mittlerweile zu einem Serienmörder geworden ist, zu sprechen. Dieser weigert sich nach ihrem Gespräch vor einem Jahr, mit jemand anderem als Brock zu reden. Nach dem Besuch findet Venom heraus, wo Kasady die Leichen seiner Opfer versteckt hat, was Brock zu einem mächtigen Karriereschub verhilft.
Kasady, der in der Todeszelle auf seine Hinrichtung durch die Giftspritze wartet, lädt Brock ein, seiner Hinrichtung beizuwohnen. Brock nimmt die Einladung an und besucht Kasady in der Todeszelle vor seiner Hinrichtung. Provoziert durch Beleidigungen gegenüber Brock übernimmt Venom die Kontrolle und greift Kasady an. Kasady beißt Brock in die Hand und nimmt dadurch einen kleinen Teil des Symbionten in sich auf. Zurück zu Hause hat Venom, der mehr Freiheit will, um böse Menschen zu fressen, einen Streit mit Brock. Die beiden kämpfen, bis sich der Symbiont von Eddies Körper löst und sich ihre Wege trennen.
Kasadys Hinrichtung scheitert, als sich ein roter Symbiont im Körper des Serienmörders bildet und die Injektion blockiert. Er stellt sich als Carnage vor, randaliert im Gefängnis, befreit Insassen und tötet Wärter. Kasady und Carnage schließen daraufhin einen Deal ab: Carnage hilft Kasady, Frances aus Ravencroft zu befreien, und Kasady ermöglicht dem Symbionten die Beseitigung Venoms. Mulligan besucht Brock und warnt ihn vor der Situation. Kasady befreit derweil Frances aus Ravencroft, und sie fahren zu ihrem alten inzwischen verlassenen Kinderheim, um es niederzubrennen.
Mulligan, der Brock aufgrund seiner Interaktionen mit Kasady vor dem Auftauchen von Carnage verdächtigt, nimmt Brock mit auf die Polizeiwache. Brock weigert sich, Mulligans Fragen zu beantworten, und kontaktiert seine Ex-Verlobte Anne Weying als Rechtsbeistand. Brock offenbart ihr, dass Venom sich von ihm getrennt hat und er den Symbionten braucht, um gemeinsam gegen Carnage zu kämpfen. Nachdem Venom in San Francisco von Körper zu Körper gesprungen ist, findet Anne ihn bei Mrs. Chen und überzeugt ihn, Brock zu helfen. Sie verbindet sich mit Venom und befreit Brock aus dem Polizeirevier. Brock und Venom versöhnen und verbinden sich wieder.
Kasady nimmt Mulligan gefangen, während Frances Anne kidnapped, nachdem sie Brock nicht gefunden hat. Frances gibt Annes Verlobtem, Dr. Dan Lewis, Informationen über Anne Aufenthaltsort, die dieser an Brock weitergibt. Kasady und Frances planen, in einer Kathedrale zu heiraten, wo Venom auftaucht und gegen Carnage kämpft. Frances tötet scheinbar Mulligan, indem sie ihn an einer Kette aufhängt. Venom behauptet sich zunächst gegen seine Ausgeburt, wird aber schließlich von Carnage überwältigt. Dieser beschließt, Anne auf dem Dach der Kathedrale zu töten. Venom gelingt es mit letzter Kraft, Anne rechtzeitig zu retten, und er provoziert Frances, ihre Schallkräfte erneut einzusetzen. Ihr Schallstoß bewirkt, dass sich beide Symbionten von ihren Wirten trennen, während die Kathedrale zusammenbricht und eine herabfallende Glocke Frances tötet.
Venom rettet Brock, indem er sich rechtzeitig vor dem Aufprall wieder mit ihm verbindet. Carnage versucht, sich erneut mit Kasady zu verbinden, aber vorher verschlingt Venom den Symbionten. Kasady behauptet, dass er immer nur Brocks Freund sein wollte, daraufhin beißt ihm Venom den Kopf ab. Während Brock, Venom, Anne und Lewis fliehen, blitzen die Augen des noch lebenden Mulligan blau auf. Brock und Venom verlassen wegen ihrer Verfolger das Land, während sie über ihre nächsten Schritte nachdenken.
In einer Mid-Credit-Szene erzählt Venom Brock von den Kenntnissen der Symbionten über andere Universen und verspricht einen kleinen Teil seines enormen Wissens mit Brock zu teilen. Doch bevor Venom es ihm zeigen kann, werden sie durch ein grelles Licht aus ihrem Hotelzimmer in eine Paralleldimension transportiert, wo sie J. Jonah Jameson dabei zusehen, wie er im Fernsehen die Identität von Spider-Man als Peter Parker preisgibt.

## Produktion
Bereits vor der Veröffentlichung von Venom bestätigte Tom Hardy, dass sein Vertrag mit Sony insgesamt drei Filme umfasse, wodurch eine Fortsetzung im Falle des Erfolges des ersten Filmes sehr wahrscheinlich war. Nachdem Venom an den internationalen Kinokassen mehr als 855 Millionen US-Dollar einspielen konnte, die Bewertungen der Kritiker allerdings sehr schlecht ausfielen, wurde im Januar 2019 Kelly Marcel als Drehbuchautorin und Executive Producer verpflichtet. Gleichzeitig wurde bekannt, dass Tom Hardy, Woody Harrelson und Michelle Williams ihre Rollen aus dem ersten Teil erneut aufnehmen und dass Amy Pascal, Avi Arad sowie Matt Tolmach als Produzenten fungieren werden. Später wurde dieses Trio durch Produzent Hutch Parker ergänzt. Neben Sony wurde der Film durch die chinesische Produktionsfirma Tencent Pictures co-produziert. Die Filmmusik wird von Marco Beltrami komponiert.
Da der Regisseur vom ersten Teil, Ruben Fleischer, aufgrund seiner Arbeit an Zombieland: Doppelt hält besser nicht an der Fortsetzung mitwirken konnte, wurden seitens Sony Gespräche mit möglichen Nachfolgern für den Regieposten, darunter Andy Serkis, Travis Knight und Rupert Wyatt, geführt. Im August 2019 bestätigte letztendlich Serkis, dass er als Regisseur engagiert wurde. In einem seiner ersten Interviews nach der Verpflichtung äußerte sich Serkis, er freue sich, zum ersten Mal direkt mit dem von ihm sehr geschätzten Hardy, der sehr in den Schreibprozess involviert sei, zusammenzuarbeiten. Zudem habe er „einige sehr klare Ideen“ für den Film, so beispielsweise über die visuelle Ausrichtung. Im September 2019 wurde die Rückkehr von Reid Scott öffentlich. Im Folgemonat wurde zudem Naomie Harris für die Rolle der Shriek, in den Comics ein Gegenspieler von Spider-Man und die Freundin von Cletus Kasady, gecastet. Als letztes wurde im Dezember 2019 die Beteiligung von Stephen Graham bekannt.
Die Dreharbeiten begannen am 15. November 2019 in den Warner Bros. Studios Leavesden unter dem Arbeitstitel Fillmore. Als Kameramann fungierte dabei der dreifach oscarprämierte Robert Richardson. Im Januar 2020 entstanden Aufnahmen auf dem Campus der London South Bank University. Nach über 40 Drehtagen wurde der für das Vereinigte Königreich geplante Teil der Dreharbeiten am 8. Februar 2020 abgeschlossen. Wenig später erfolgten weitere Filmaufnahmen in San Francisco. Die Aufnahme im Fernsehgerät der Mid-Credit-Szene ist ursprünglich für  Spider-Man: Far From Home gedrehtes Material. Die Mid-Credit-Szene wurde zudem von Jon Watts während Spider-Man: No Way Home gedreht.
Ein Trailer samt Filmposter wurde am 10. Mai 2021 veröffentlicht. Der Film sollte ursprünglich am 1. Oktober 2020 in die deutschen und am darauffolgenden Tag in die US-amerikanischen Kinos kommen. Im Zuge der COVID-19-Pandemie wurde im April 2020 neben dem Originaltitel Venom: Let There Be Carnage allerdings auch die Verschiebung des US-Starttermins auf den 25. Juni 2021 bekannt. Auch dieser Termin konnte nicht eingehalten werden und wurde stattdessen auf den 24. September 2021 neu datiert. Dabei wird der Film auch in IMAX-Kinos vorgeführt werden. Am 2. August 2021 erfolgte die Veröffentlichung eines zweiten Trailers. In Deutschland kam der Film am 21. Oktober 2021 in die Kinos, in Österreich am 22. Oktober 2021.

## Synchronisation
| Rolle                      | Schauspieler      | Synchronsprecher  |
| -------------------------- | ----------------- | ----------------- |
| Eddie Brock / Venom        | Tom Hardy         | Torben Liebrecht  |
| Cletus Kasady / Carnage    | Woody Harrelson   | Thomas Nero Wolff |
| Frances Barrison / Shriek  | Naomie Harris     | Vera Teltz        |
| Detective Patrick Mulligan | Stephen Graham    | Marcus Off        |
| Anne Weying                | Michelle Williams | Schaukje Könning  |
| Dr. Dan Lewis              | Reid Scott        | Timmo Niesner     |
| J. Jonah Jameson           | J. K. Simmons     | Axel Lutter       |

## Rezeption

### Altersfreigabe
Aufgrund der großen finanziellen Erfolge von Filmen mit R-Rating wie Deadpool, Logan – The Wolverine oder Joker hatte man laut Produzent Matt Tolmach prinzipiell die Möglichkeit, diese Altersfreigabe auch für die Fortsetzung zu erwägen. Allerdings wollte man nichts erzwingen, sondern vielmehr eine Entscheidung passend zur Geschichte treffen. Anfang September 2021 wurde schließlich bekannt, dass der Film in den Vereinigten Staaten samt einer PG-13-Freigabe erscheinen wird. In Deutschland erhielt der Film eine FSK-Freigabe ab 12 Jahren, wodurch auch Kinder ab 6 Jahren den Film in Begleitung eines Elternteils sehen durften. In der Freigabebegründung heißt es, der Film arbeite mit einem klaren, für Jugendliche ab 12 Jahren leicht verständlichen Gut-Böse-Schema. Die Bildsprache sei zwar düster und es komme immer wieder zu intensiveren Kämpfen und körperlicher Gewalt, doch werde diese nicht reißerisch ausgespielt. Zuschauer ab 12 Jahren seien aufgrund ihres Entwicklungsstands und ihrer Medienerfahrung in der Lage, die Szenen im Kontext der irrealen Comic-Geschichte zu betrachten und entsprechend zu verarbeiten. Zudem gebe es zahlreiche humoristische und ironische Brechungen, die für Entlastung sorgen und die Wirkung der Kampfszenen deutlich abmildern. Eine überfordernde oder anderweitig beeinträchtigende Wirkung sei daher bei Jugendlichen ab 12 Jahren nicht zu befürchten.

### Kritiken
Venom: Let There Be Carnage konnte bislang 58 % der auf Rotten Tomatoes gelisteten Kritiker überzeugen, bei Metacritic wurde er mit einem Metascore von 49 von 100 möglichen Punkten bewertet.

## Fortsetzung
Ein dritter Venom-Film wurde im Zuge der CinemaCon im April 2022 angekündigt. Zuvor äußerte sich bereits Hauptdarsteller Tom Hardy, er habe einen Vertrag für insgesamt drei Filme unterschrieben. Als Regisseurin wurde die Venom-Drehbuchautorin Kelly Marcel verpflichtet. Venom: The Last Dance ist am 25. Oktober 2024 in die US-amerikanischen Kinos gekommen.